# Star Trek: Starfleet Command
Star Trek: Starfleet Command est un jeu vidéo de tactique en temps réel développé et édité par Interplay, sorti en 1999 sur Windows. Il est basé sur le jeu de plateau Starfleet Battles. Il bénéficie de plusieurs suites dont Star Trek: Starfleet Command II (2000) qui améliore ses graphismes et introduit de nouveaux combattants et technologies. Elle est suivie par une extension, Star Trek: Starfleet Command - Orion Pirates (2001), et par une nouvelle suite Star Trek: Starfleet Command III (2002) publiée par Activision, qui propose une nouvelle approche à la série avec des mécanismes de jeu simplifiés et un scénario dans la continuité de la série Star Trek: The Next Generation plutôt que basé sur l'univers de Star Fleet.

## Accueil
| Starfleet Command     |      |       |
| Média                 | Pays | Notes |
| Computer Gaming World | US   | 4.5/5 |
| Cyber Stratège        | FR   | 4/5   |
| GameSpot              | US   | 75 %  |
| Gen4                  | FR   | 3/5   |
| Jeuxvideo.com         | FR   | 15/20 |
| Joystick              | FR   | 76 %  |